# Mombasa County
Mombasa County (bis 2010 Mombasa District) ist ein County in Kenia. Es ist deckungsgleich mit der Stadt Mombasa und umfasst die vier Divisionen Changamwe, Mombasa Island, Kisauni und Likoni.

## Geographie
Das Mombasa County ist mit einer Gesamtfläche von 212,5 km² das kleinste County in Kenia und beinhaltet 65 km² Küstenmeer.
| Division       | Fläche in km² |
| -------------- | ------------- |
| Changamwe      | 54,5          |
| Likoni         | 51,3          |
| Kisauni        | 109,7         |
| Mombasa Island | 14,1          |
| Gesamt         | 229,6         |

## Verkehr
In der Mombasa Region befindet sich neben Nairobi eines von zwei großen Drehkreuzen des Fernverkehrs von Kenia, in Mombasa sind der Flughafen Mombasa, der neu eröffnete Fernbahnhof sowie das Fernbustermimal gelegen.